# Pálya-kerékpározás

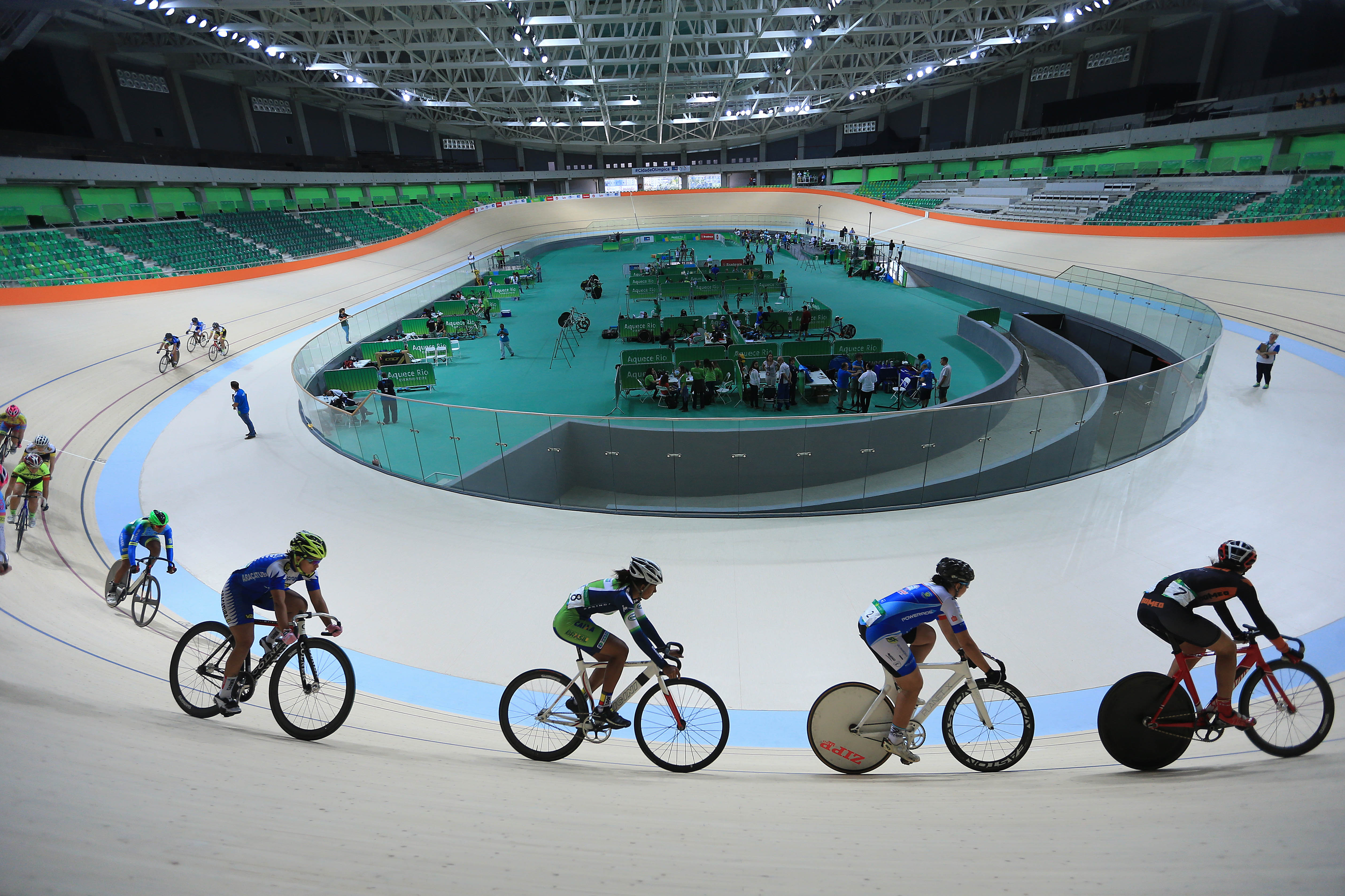
Pálya-kerékpár verseny a riói olimpián

A pálya-kerékpározás egy olyan kerékpársport, melyet általában a kanyarokban bedöntött pályán, azaz velodromban tartanak, speciális pályakerékpárokat használva. Pályakerékpárban egyéni és csapat versenyszámok is léteznek, és a legtöbb versenyszámot férfiak és nők is űzik. A Millenáris Velodrom az 1896-os millenniumi ünnepélyre épült, elsőként Európában. 1897 –ben itt rendezték meg az első nyilvános magyarországi futballmérkőzést. 1928-ban Hajós Alfréd és Matyók Aladár tervei alapján teljesen újjáépítették. A negyed mérföldes, 412 méter hosszú, feszített beton pályát 110–120 km/h sebességre tervezték át. Ebben az évben itt rendezték meg a kerékpáros világbajnokságot.

## Versenytípusok

### Sprintversenyek

#### 200 méteres időfutam
A 200 méteres vonalról indul repülőrajttal, válogató a sprint futamokhoz. A repülőrajt előtt a versenyző több kört tesz a pályán, ezek alatt gyorsít fel, azonban csak az utolsó 200 méter időeredménye számít.

Kerékpárverseny 1928-ban

#### Sprint
Ebben a versenyszámban egyszerre 2-4 versenyző vehet részt, egymás mellől indulnak és 2-3 kört tesznek meg a pályán. Csak az utolsó 200 m időeredménye számít, ezért a versenyzők eleinte lassabban haladnak, akár meg is állnak a pályán, hogy ki tudják használni a másik versenyző szélárnyékát.

#### Csapat sprint
Két háromfős csapat küzd egymás és az óra ellen az egyenesek közepétől indulva három körön keresztül. A férfi csapatok 3 fősek és a verseny 3 körös, nőknél 2 fős a csapat és 2 körös a verseny. A csapat minden tagjának vezetnie kell egy kört. Az első és második pozícióban tekerő versenyzők egymást váltva diktálják a tempót, majd az utolsó körben elengedik a harmadik versenyzőt, aki időfutam specialista és ő fejezi be a versenyt.

#### 1 kilométeres és 500 méteres időfutam
A világkupa futamokon és a világbajnokságon a férfiak 1000 méteren, a nők 500 méteren versenyeznek. Itt nincsenek kvalifikációs futamok, mindenki egyszer áll rajthoz.

#### Keirin
A tradicionális sprint szám 2000 méteres japán változata, amelyet 1948-tól rendeznek. A keirin versenyzőknek egyszerre kell kitartónak és gyorsnak lenniük, valamint jó taktikai érzékkel kell bírniuk. Az első 1400 méteren egy speciális motorbicikli (derny) diktálja a tempót és a versenyzők a legjobb pozíciókért harcolnak, amíg el nem kezdődik a sprint az utolsó 600 méteren.

#### Tandem
A tandem egy sprintverseny, a pálya hosszától függően 3-6 körös.

### Állóképesség-versenyek

#### Egyéni üldözőverseny
Ebben a versenytípusban két versenyző a pálya ellentétes oldalairól indul. A cél minél rövidebb idő alatt teljesíteni a távot, vagy utolérni a másikat. Ha az egyik versenyző beéri társát, akkor ő a nyertes, függetlenül attól, hogy a táv mekkora részét teljesítették már. A táv a versenyzők nemének és korcsoportjának függvényében: férfi 4 km, női 3 km, junior férfi 3 km, junior női 2 km.

#### Csapat üldözőverseny
Két 4 fős (nőknél csak 3 fős) csapat indul a pálya két ellentétes pontjáról. A táv férfiaknál 4 km, nőknél 3 km, ezt kell minél jobb idő alatt teljesíteni, vagy a másik csapatot utolérni. A csapattagok kihasználhatják egymás szélárnyékát.

#### Pontverseny
Ebben a versenyben a versenyzők egyszerre vannak a pályán, együtt indulnak, és a verseny egy kör után repülőrajttal indul. Ezt a versenyt hosszabb távon tartják, férfiaknál a táv 40 km is lehet, ami 100-160 kört jelent a pálya hosszától függően. A verseny időtartama 40 perc körül van.
Néhány körönként sprintet tartanak (a sprintek gyakorisága függ a pálya hosszától, 5-10 körönként, azaz körülbelül 2 kilométerenként tartanak egyet). A sprint első négy helyezettje rendre 5, 3, 2 és 1 pontot kap minden egyes sprintben. Aki lekörözi a mezőnyt, plusz 20 pontot kap. A versenyt az nyeri meg, aki a legtöbb pontot gyűjti.

#### Madison

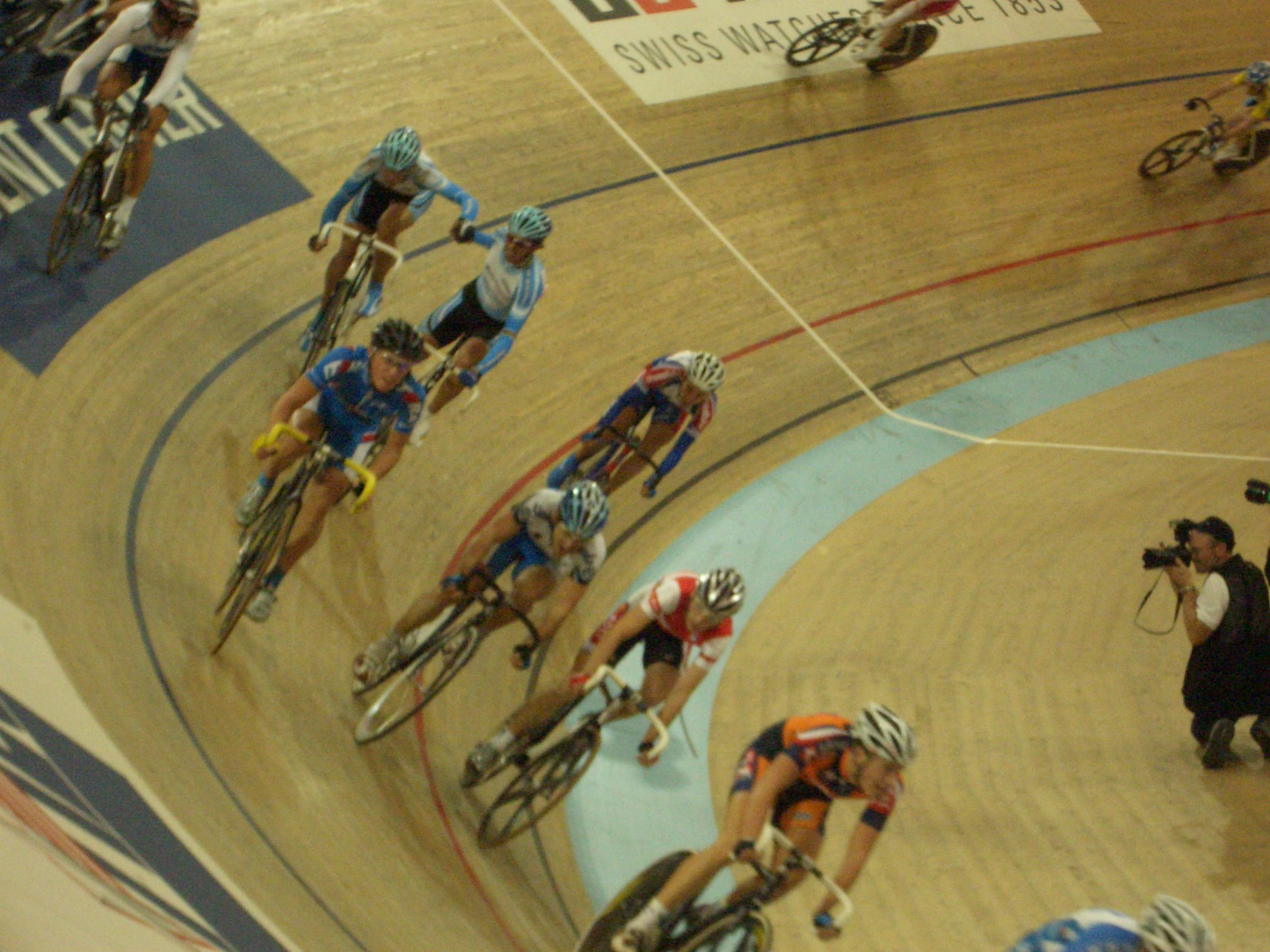
A csapat kiálló tagja társa kezét elkapva ad neki lendületet

Ez a csapatverseny az 1899-től a New York-i Madison Square Gardenben rendezett hat napos versenyekről kapta a nevét. Két versenyző alkot egy csapatot, akik húsz körönként sprintelnek pontokért (5, 3, 2, 1 helyezésenként). A táv 50 km. Egyszerre csapatonként egy biciklista versenyez, a másik a pálya tetején köröz készen arra, hogy társát leváltsa, aki a kezét elkapva ad neki lendületet. A győztes ritkán születik pontok alapján, többnyire az ellenfelek gyengeségeit kihasználva, a megfelelő időben indított támadásokkal és váltásokkal elért körelőnyök döntenek. A csapat két tagja ugyanazt a rajtszámot viseli, de különböző színekben. A helyezések a megtett táv szerint alakulnak a teljes megtett köröket számolva, ha ez azonos, akkor a pontok alapján.

#### Scratch
A scratch egyéni futam, meghatározott távon (elit férfi: 15 km, elit női: 10 km, junior férfi: 10 km, junior női: 7,5 km). A helyezéseket az utolsó sprint és a lekörözések száma dönti el.

#### Stéher
Motorvezetéses verseny, mely vagy adott távon (az előfutamok során 25 km, a döntőben két 30 km-es futam) vagy adott idő alatt (egy óra) zajlik.

#### Kieséses verseny
Egyéni verseny, amelyben a sprintek utolsó versenyzője kiesik. A verseny repülőrajttal indul. Végül már csak 2 (vagy csak néhány) versenyző marad, az győz, aki az utolsó sprintben elsőként halad át a célvonalon.

#### Hatnapos verseny
Hat egymást követő napon tartott versenysorozat, összesen legalább 24 óra versenyidővel. A csapatok két vagy három főből állnak, csapatonként azonos mezben és rajtszámmal indulnak.

#### Omnium
Egyazon napon megtartott öt eseményből áll, a következő sorrendben:
1. 200 méteres időfutam (repülőrajttal)
2. Scratch (az 5 km-hez legközelebb eső körszámmal)
3. Egyéni üldözőverseny (3000 méter (junioroknak 2000 méter) döntők nélkül, mindig egyszerre két versenyzővel, akiket a Scratch után az összetett állása alapján válogatnak össze.)
4. Pontverseny (15 km 6 sprinttel)
5. Egy kilométeres időfutam (mindig egyszerre két versenyzővel, akiket az összetett állása alapján válogatnak össze)

A végső győztes az a versenyző lesz, aki az összeadott helyezésekkel a legkisebb számmal rendelkezik, azaz összességében a legjobb helyezéseket érte el.

## Lásd még
- Olimpiai bajnok pályakerékpárosok listája
- Pályakerékpáros világbajnokok listája